# Daniel Malmén
Daniel Malmén, född 11 oktober 1979 i Åmål, Dalsland, är en svensk författare.

## Priser och Utmärkelser
- Åmåls kommun Kulturstipendiat 1999